# 群馬県道・栃木県道402号桐生足利藤岡自転車道線
群馬県道・栃木県道402号桐生足利藤岡線（ぐんまけんどう・とちぎけんどう402ごう きりゅうあしかがふじおかせん）は、群馬県桐生市と栃木県栃木市を結ぶ一般県道（自転車道）である。

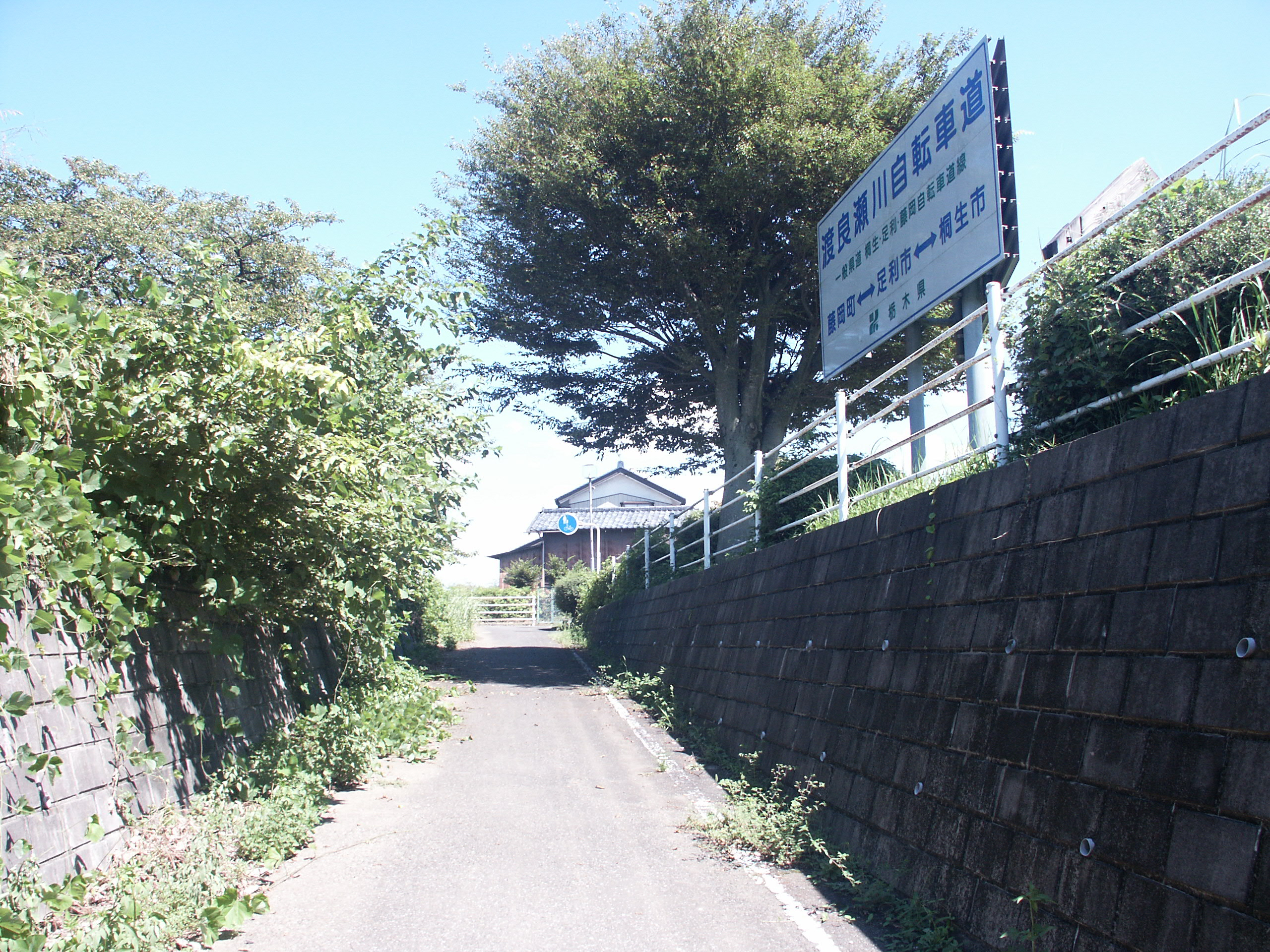
栃木市藤岡町藤岡付近

別名渡良瀬川自転車道。主に渡良瀬川、一部は渡良瀬川支流の矢場川の堤防上を通る。

## 路線概要
- 距離：38.2 km（群馬県区間:16.0 km、栃木県区間:22.2 km）
- 起点：群馬県桐生市錦町（群馬県道68号桐生伊勢崎線交点、錦桜橋付近）
- 終点：栃木県栃木市藤岡町藤岡（栃木県道11号栃木藤岡線交点、藤岡大橋付近）
- 指定：1981年（昭和56年）7月14日
- 整備完了：1989年（平成元年）

## 歴史
- 1983年（昭和58年）4月1日：群馬県桐生市堺野町三丁目 - 同市同町七丁目の区間を整備供用開始[1]

## 交差する道路
- 群馬県道332号桐生新田木崎線
- 群馬県道・栃木県道254号丸山葉鹿線
- 群馬県道・栃木県道256号竜舞足利線
- 栃木県道40号足利環状線
- 栃木県道・群馬県道5号足利太田線
- 栃木県道・群馬県道38号足利千代田線
- 国道293号
- 栃木県道・群馬県道8号足利館林線
- 栃木県道・群馬県道128号佐野太田線
- 国道50号
- 栃木県道・群馬県道223号寺岡館林線
- 栃木県道・群馬県道・埼玉県道7号佐野行田線

かつては足利市野田町 - 群馬県館林市足次町の堤防上で栃木県道・群馬県道223号寺岡館林線の旧道と重複していたが、旧道が市道に降格したため、現在は重複区間は無い。